# Света Петка (Кукуш)
Света Петка (грч. Αγία Παρασκευή, Агија Параскеви) је насељено место у општини Кукуш у периферији Средишња Македонија, Грчка. Према попису из 2021. године било је 99 становника.
Према бугарском географу и историчару, Василу Канчову, у Светој Петки је 1900. године живело 650 Турака и 580 Словена хришћана. Током Другог балканског и Првог светског рата село је настрадало а део словенског становништва је протеран (Струмица и Петрич). Године 1924. турско становништво је принудно исељено у Турску и 33 Словена у Бугарску (известан број Словена је остао у селу) а на њихово место су насељене грчке избегличке породице из Турске (338 особа), касније и каракачанске породице. На попису из 1928. године Света Петка је имала 486 становника. За време Грчког грађанског рата село је поново страдало, део мештана је избегао у Бугарску а већи део је смештен по безбеднијим селима. Након рата део мештана се вратио, а поред села је изграђено ново насеље (Нова Света Петка) које је касније спојено са Светом Петком.